# Istvándi
Istvándi község Somogy vármegyében, a Barcsi járásban.

## Fekvése
Belső-Somogyban fekszik, közvetlenül a vármegye keleti határa mellett; a legközelebbi városok Barcs és Szigetvár, mindkettőtől nagyjából 15-15 kilométer választja el.
A szomszédos települések: észak felől Kálmáncsa, kelet felől Kisdobsza, délkelet felől Zádor, dél felől Darány, nyugat felől pedig Szulok; keleti és délkeleti szomszédai már Baranya vármegyéhez tartoznak.

### Megközelítése
Központján áthalad a 6-os főút, így azon könnyen megközelíthető az ország távolabbi részei felől is. A hazai vasútvonalak közül a Murakeresztúr–Szentlőrinc-vasútvonal érinti, de a vasútnak nincs itt megállási pontja, a legközelebbi vasúti csatlakozási lehetőséget ezért Darány vasútállomás kínálja, mintegy 3,5 kilométerre délnyugatra.

## Története

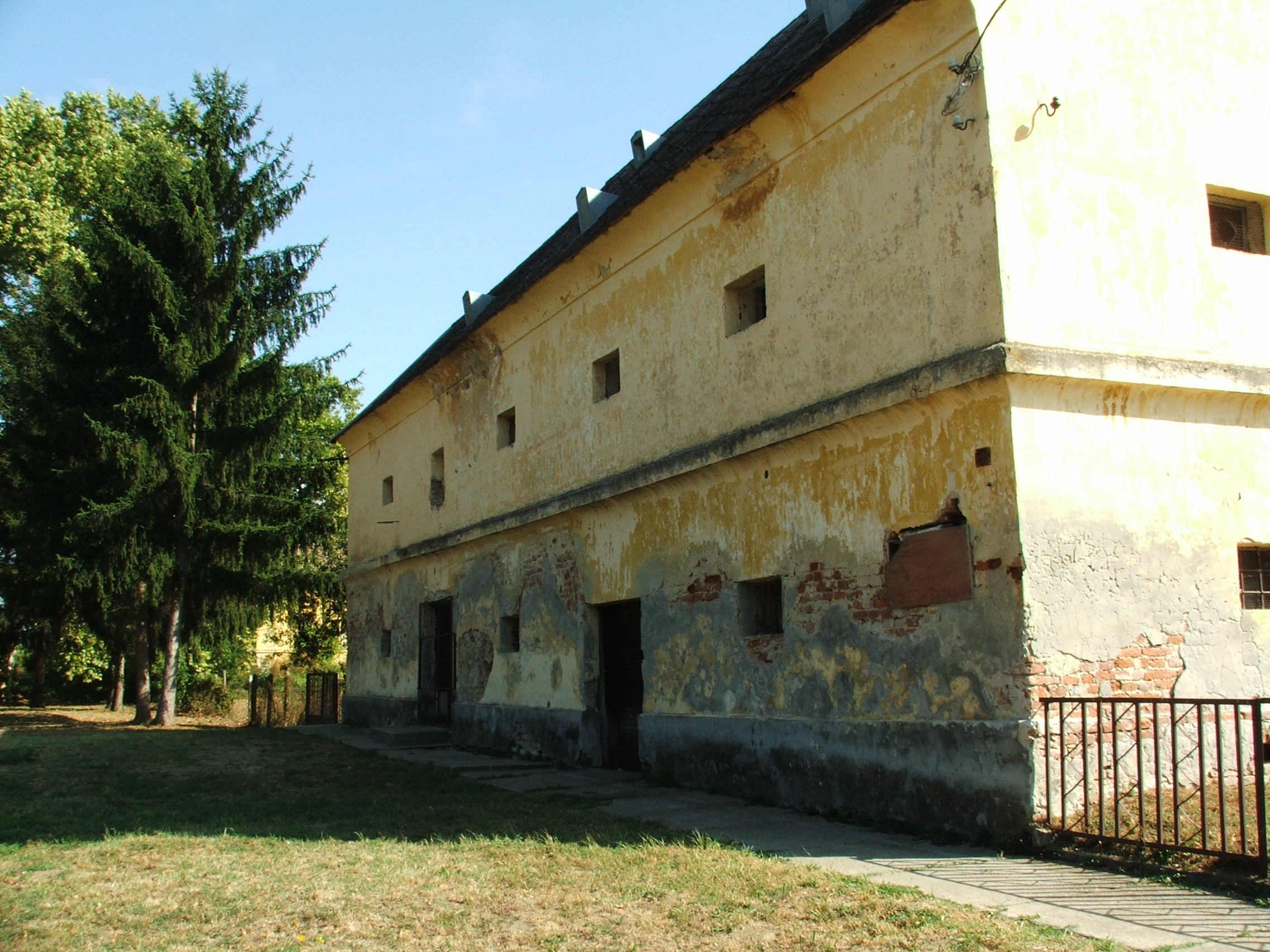
Műemlék magtár

Első ismert írásos említése az 1332-es pápai tizedjegyzékben található, ekkor Stehpandi alakban írták. Ebben az időben már egyházas hely volt. Neve 1421-ben Isthuandy alakban fordult elő. 1536-ban Sulyok György pécsi püspök tulajdonában volt. 1664-ben, téli hadjárata idején Zrínyi Miklós serege a falu határában táborozott. 1726-tól az Esterházy családé lett a település, s egészen az államosításig a tulajdonukban maradt.
A lakosság száma az évszázadok során folyamatosan emelkedett, a legmagasabb a II. világháború alatt volt (1200 fő), azóta csökken és mára a település a vármegyére nagyban jellemző aprófalu lett. 
A településen magas a kisebbségi lakosok aránya, elsősorban a cigányoké, akik az 1960-as években jelentek meg Istvándiban.

## Közélete

### Polgármesterei
- 1990–1994: Pavelka Jenő (MSZMP)[4]
- 1994–1997: Pavelka Jenő (Munkáspárt)[5]
- 1997–1998: …
- 1998–1999: Schwéger István (független)[6]
- 1999–2002: Bencsik János (független)[7]
- 2002–2006: Bencsik János (független)[8]
- 2006–2010: Bencsik János (független)[9]
- 2010–2014: Bencsik János (független)[10]
- 2014–2019: Kalányos Zoltán (független)[11]
- 2019–2020: Orsós Zoltán (1977, független)[12]
- 2020–2024: Bereczkiné Pavelka Jolán (független)[13]
- 2024– : Pécsi Sándor (független)[1]

A településen 1997. május 25-én, majd 1999. június 27-én is időközi polgármester-választás zajlott, ezek oka még tisztázást igényel. Az 1999-es választásról biztos, hogy a korábbi polgármester nem indult el rajta, a lakosok egyetlen jelöltre szavazhattak.
A 2019-es önkormányzati választáson a győzelmet megszerző polgármester-jelöltnek azért kellett a születési évszámát is szerepeltetnie a hivatalos választási dokumentumokban, hogy biztosan el lehessen különíteni egy három évvel idősebb, teljesen azonos nevű névrokonától, aki az egyéni listás választáson indult (de nem szerzett képviselői mandátumot).
Orsós Zoltán alig néhány hónapig volt polgármester, 2020. február 27-én el kellett hagynia hivatalát, mert a megválasztásához szükséges feltételek már nem álltak fenn: márciusban ugyanis jogerősen letöltendő szabadságvesztést kapott egy, még korábban elkövetett bűncselekmény miatt, s ezzel elvesztette választójogát is. Emiatt időközi polgármester-választást kellett kiírni, melynek időpontját először 2020. június 7-ére tűzték ki, de aznap nem lehetett megtartani, mert a koronavírus-járvány kapcsán életbe lépett veszélyhelyzeti korlátozások lehetetlenné tették a lebonyolítását. A korlátozások feloldását követően a választás időpontját 2020. szeptember 13-ára tűzték ki.

## Népesség
A település népességének változása:
| Lakosok száma | 613  | 612  | 607  | 482  | 477  | 506  | 495  |
|               | 2013 | 2014 | 2015 | 2021 | 2022 | 2023 | 2024 |

A 2011-es népszámlálás során a lakosok 95,5%-a magyarnak, 59,3% cigánynak, 0,2% görögnek, 0,3% horvátnak, 0,5% németnek mondta magát (4,2% nem nyilatkozott; a kettős identitások miatt a végösszeg nagyobb lehet 100%-nál). A vallási megoszlás a következő volt: római katolikus 68,9%, református 9,7%, evangélikus 0,2%, görögkatolikus 0,2%, felekezet nélküli 14,5% (6,5% nem nyilatkozott).
2022-ben a lakosság 93,1%-a vallotta magát magyarnak, 69,6% cigánynak, 0,8% ukránnak, 0,2-0,2% románnak, görögnek és horvátnak, 1% egyéb, nem hazai nemzetiségűnek (5,7% nem nyilatkozott; a kettős identitások miatt a végösszeg nagyobb lehet 100%-nál). Vallásuk szerint 72,5% volt római katolikus, 5% református, 0,2% görög katolikus, 0,2% egyéb katolikus, 9,4% felekezeten kívüli (12,4% nem válaszolt).

## Nevezetességei
Istvándiban három országosan védett műemlék is található:
- Református templom: barokk stílusú, a 18. századból. Tornya gótikus eredetű.
- Népi lakóház 1848-ból, később tájházként hasznosították
- Magtár az 1890-es évekből

## Itt születtek
- Magyar Lajos (1908-ig Milhofer,[21] írói álnevein: Nemo, Hunor) (1891–1940)[22] kommunista újságíró, Péchy Blanka színésznő férje.[23]